# Felsőbölkény
Felsőbölkény (románul: Beica de Sus, németül: Wallachisch-Birk ) falu Romániában, Maros megyében. Közigazgatásilag Alsóbölkény községhez tartozik.

## Fekvése
Szászrégentől 10 km-re délkeletre fekszik.

## Története
Nevét 1453-ban említették először az oklevelekben Belke néven, mint Görgény vár tartozékát. 1642-ben nevét Olah Beölken néven írták, ekkor I. Rákóczi György birtokai közt szerepelt.
Neve 1733-ban Oláh-Bölkény, 1750-ben Bölkény. Az 1784-1787-es népszámláláskor 350 lakosa volt, ebből a férfiak száma 188, a nőké 162 volt. A 350 személy 59 házban lakott és 65 családhoz tartozott. Az ekkori adatok szerint a férfiak foglalkozás szerinti megoszlása: pap – 2, kisnemes – 69, paraszt – 24, ezeknek örökösei – 19, zsellér – 23, egyéb – 14. Az 1 és 12 éves gyermekek száma – 30 volt.
1808-ban Bölkény (Oláh-) néven volt említve. 1913-ban Felsőbölkény néven Maros-Torda vármegyéhez tartozott.
Az 1910-es népszámláláskor 546 lakosa volt, melyből 479 román, 2 magyar, 6 német és 59 egyéb nemzetiségű volt.